# Акијак (Аљаска)
Акијак (енгл. Akiak) град је у америчкој савезној држави Аљаска.

## Демографија
По попису из 2010. године број становника је 346, што је 37 (12,0%) становника више него 2000. године.
| Група                 | 2000.       | 2010.       |
| Амерички староседеоци | 287 (92,9%) | 321 (92,8%) |
| Белци                 | 14 (4,5%)   | 18 (5,2%)   |
| Афроамериканци        | 0 (0,0%)    | 0 (0,0%)    |
| Азијати               | 0 (0,0%)    | 0 (0,0%)    |
| Хиспаноамериканци     | 2 (0,6%)    | 1 (0,3%)    |
| Укупно                | 309         | 346         |